# Creep (chanson de Radiohead)
Pour les articles homonymes, voir Creep.
Singles de Radiohead
Anyone Can Play Guitar
(1993)
Clip vidéo
[vidéo] « Radiohead - Creep », sur YouTube
Creep (détraqué, en anglais) est une chanson du groupe de rock britannique Radiohead, écrite par le chanteur Thom Yorke, avec une musique inspirée de la chanson The Air That I Breathe de 1972,. Ce premier single du groupe sorti en 1992, est intégré plus tard sur leur premier album Pablo Honey de 1993. Le titre devient un tube international et un des plus importants succès du groupe avec la sortie de l'album et sa réédition en single en 1993. Le titre rencontre au départ peu de succès au Royaume-Uni mais décolle aux États-Unis.

## Histoire
(décembre 2023).
Le leader du groupe Thom Yorke aurait écrit cette chanson sur le thème d'un coup de foudre amoureux alors qu'il était étudiant à Oxford en Angleterre. Étant tombé amoureux d'une jolie étudiante inaccessible car d'un milieu social bien au-dessus du sien, il l'aurait suivie sans espoir pendant quelques jours sans oser l'aborder, y compris dans des quartiers huppés où il sentait sa présence complètement déplacée : « When you were here before, Couldn’t look you in the eye, You're just like an angel, Your skin makes me cry, You float like a feather, In a beautiful world, I wish I was special, You’re so fucking special, But I’m a creep, I’m a weirdo, What the hell am I doing here ?, I don’t belong here », soit en français : « Quand tu étais là tout à l'heure, Je ne pouvais pas te regarder dans les yeux, Tu es comme un ange, Ta peau me fait pleurer, Tu flottes comme une plume, Dans un monde merveilleux, J'aimerais être spécial, Tu es si putain de spéciale, Mais je suis un détraqué, Je suis un mec bizarre, Qu'est-ce que je fous ici ? Je n'ai pas ma place ici... ».
La thématique abordée est celle d'un adolescent en manque d'estime de soi, qui se sent à part, et qui a un coup de foudre amoureux sans espoir de retour de sentiments réciproques. Cette thématique a joué un rôle important dans la popularité du titre. Cet aspect d’intimité amoureuse adolescente a peut-être une part dans le hiatus entre le public, qui adorait ce morceau intemporel, et le groupe, qui voulait passer à autre chose et ne pas être connue pour un seul et unique tube et succès stéréotype international.
Selon une autre interprétation, le texte peut également être vu comme l'expression d'un dégoût de soi, la complainte d'un être qui ne s'aime pas et qui l'exprime de façon brutale, tel qu'il le ressent. Une autre interprétation encore en fait l'expression d'une rancœur et d'un sentiment d'injustice par un déclassé social et affectif – « You're so fucking special » étant alors à comprendre moins comme un compliment emphatique et désespéré adressé à une femme estimée intrinsèquement supérieure, que comme une remarque à l'ironie cinglante tournant en dérision le caractère factice de tout ce qui la distingue (rappelant en cela Like a Rolling Stone de Bob Dylan), comme de ce qui le désigne, lui, du point de vue de la hiérarchie sociale, comme un « taré », un « détraqué ».
Il est à noter que pour le marché nord-américain, les paroles ont été modifiées pour s'accommoder avec la censure des mots jugés obscènes à la radio, la ligne « You're so fucking special » devenant « You're so very special » sur le single édité à l'occasion.

## Analyse musicale
Musicalement, tout le morceau est composé sur une boucle de quatre accords : sol majeur (G), si majeur (B), do majeur (C), do mineur (Cm). La différence se fait entre les couplets, à la tonalité calme et plaintive, ou les guitares égrènent les accords en arpèges, et les refrains, lancés par un grattement de guitare au son saturé de la part de Jonny Greenwood, où le volume monte avec les accords plaqués et les guitares distordues. La légende raconte que Jonny Greenwood a fait cela car il n'aimait pas la chanson et le ton calme des couplets.
Radiohead a toujours entretenu un rapport compliqué avec cette chanson, et a même totalement cessé de la jouer en tournée durant les années 2000. En dehors d'une interprétation offerte au public du festival de Reading en août 2009, il faut attendre sept années supplémentaires, et le passage de la tournée mondiale 2011-2012, pour que le groupe d'Oxford égrène à nouveau les quatre accords de son vieux tube, le 23 mai 2016 au Zénith de Paris, en rappel,.

## Crédits
Les droits d'auteurs et les crédits de ce titre sont partagés avec les auteurs Albert Hammond et Mike Hazlewood (en) depuis qu'il a été notifié que des similarités existaient entre certains accords de Creep et ceux de la chanson The Air That I Breathe composée en 1972, notamment reprise par les Hollies en 1974. Radiohead prétendait ne pas avoir remarqué, ce qui peut être un exemple de cryptomnésie. Albert Hammond assure être « très fier » de cette inspiration, et évoque « un règlement de comptes entre éditeurs interposés ».
À son tour, le groupe attaque Lana Del Rey pour plagiat en janvier 2018, puisqu'elle utilise les mêmes quatre accords – et pratiquement note pour note la même mélodie durant les couplets – sur son titre Get Free extrait de son album Lust for Life (dont le titre reprend incidemment celui d'un album d'Iggy Pop sorti en 1977). Elle indique avoir proposé d'offrir « jusqu'à 40 % » des revenus de la chanson, tandis que Radiohead n'acceptait que 100 %.
Toutes ces mésaventures sont racontées lors d'une scène du film Heretic, où le personnage joué par Hugh Grant explique qu'on pense ne pas connaître quelque chose qui est en réalité repris, remanié par ce que l'on aime ou ce en quoi l'on croit.[réf. nécessaire]

## Groupe
- Thom Yorke : chant
- Jonny Greenwood : guitare solo, piano
- Ed O'Brien : guitare rythmique
- Colin Greenwood : basse
- Phil Selway : batterie

## Reprises
La chanson a fait l'objet de nombreuses reprises ; parmi les plus notables citons : 
- La chorale féminine Scala & Kolacny Brothers, dont la version a été utilisée pour la bande-annonce du film The Social Network[16] (2010) ; cette reprise a également été utilisée à la fin de l'épisode 22 de la saison 11 d'Esprits criminels.
- Roland Orzabal reprend Creep sur scène lors de la seconde tournée solo des Tears for Fears, « Raoul and the kings of Spain » en 1995-96. Il continue ensuite de l’interpréter en live depuis la reformation du groupe avec Curt Smith en 2004.
- Le groupe de nu metal Korn a repris ce titre en acoustique sur leur album live MTV Unplugged: Korn (2007).
- Les Pretenders ont repris Creep sur l'album live KID[17].
- Vasco Rossi l'a reprise en 2009 en interprétant Ad ogni costo (dont le sens du texte est à l'opposé de la version originale)
- La reprise la plus « creepy » est probablement[non neutre] celle des Northern Kings sur leur album Reborn sorti en 2007. L'ajout (entre autres) d'une boîte à musique volontairement entêtante donne au titre une atmosphère très cinématographique, entre l'opéra-rock et le film d'horreur[18].
- Prince a réinterprété Creep sur scène lors du Festival de Coachella en 2008[19], changeant de façon significative les paroles, avec pour effet d'infléchir le point de vue du narrateur dans un sens qui n'est plus ironique ou auto-dépréciatif (« You just want to have control... You want a perfect body... »), mais au contraire porteur d'une revendication de cette étrangeté évoquée dans le refrain, la supplique désespérée empreinte de haine de soi devenant une manœuvre de séduction troublante mais globalement positive (« I wish you were special... I think you're special »)[6]. L'artiste était furieux en découvrant qu'un enregistrement vidéo avait été diffusé sur Internet, exigeant son retrait, mais les membres de Radiohead – ayant droit du titre – s'en sont amusés et ont choisi de ne pas intervenir[6].
- Clint Mansell a repris Creep pour la bande son du film Ordure ! (Filth), réalisé par Jon S. Baird en 2013.
- Karen Souza a repris ce titre dans une version Jazz langoureuse ; cette version apparaît d'ailleurs de façon récurrente dans Zero Theorem de Terry Gilliam (2013)[réf. nécessaire].
- Francis Métivier reprend ce titre dans sa performance Rock'n philo. Il en fait en outre l'analyse philosophique dans le livre Rock'n philo (vol.1) en mettant la chanson en perspective avec la critique nietzschéenne de la morale de la culpabilité.
- Macy Gray a repris ce titre lors de son concert à La Cigale en 2017[20].
- L'acteur Tom Ellis reprend le début du titre au piano dans une version chantée, dans le premier épisode de la Saison 4 de la série Lucifer.

## Utilisations dans les médias
- 2019 : Lucifer, épisode 1 de la saison 4.
- 2019 : You, dans la bande annonce de la saison 2
- 2021 : Stay close, épisode 8, saison 1.
- 2021 : Life is strange 3, jeu vidéo.
- 2023 : The Last Of Us, épisode 6 de la saison 1 où l'on peut voir la pochette du single en format poster sur un mur de chambre.

## Cinéma
- 1995 : Cyclo, de Trần Anh Hùng, thème principal du film franco-vietnamien[21].
- 2004 : Ils se marièrent et eurent beaucoup d'enfants, d'Yvan Attal, avec Charlotte Gainsbourg et Johnny Depp.
- 2010 : The Social Network, de David Fincher, dans la bande annonce du film[22].
- 2014 : La Légende de Manolo (ou The Book of Life en anglais), de Jorge Gutiérrez
- 2021 : Freaks Out, de Gabriele Mainetti, reprise au piano
- 2021 : Fear Street, partie 1 : 1994, de Leigh Janiak.
- 2023 : Les Gardiens de la Galaxie Vol. 3, de James Gunn, version acoustique.

## Liste des pistes
Édition originale britannique
1. Creep – 3:55
2. Lurgee – 3:07
3. Inside My Head – 3:12
4. Million Dollar Question – 3:18

(Cassette)
1. Creep – 3:56
2. Faithless, the Wonder Boy

Réédition britannique de 1993 (CD)
1. Creep (album version) – 3:58
2. Yes I Am – 4:25
3. Blow Out (remix) -
4. Inside My Head (live) – 3:07

Réédition britannique de 1993 (vinyle 12")
1. Creep (acoustic) – 4:19
2. You (live) - 3:39
3. Vegetable (live) - 3:07
4. Killer Cars (live in Japan) - 2:17